# کونوالد
کونوالد (به چکی: Kunvald) یک منطقهٔ مسکونی در جمهوری چک است که در ناحیه اوستی ناد اورلیتسی واقع شده‌است. کونوالد ۱٬۰۱۹ نفر جمعیت دارد و ۴۵۰ متر بالاتر از سطح دریا واقع شده‌است.